# جورج هاي (لاعب كريكت)
جورج هاي (بالإنجليزية: George Hay)‏ هو لاعب كريكت ولاعب كرة قدم بريطاني (وحمل سابقاً جنسية المملكة المتحدة لبريطانيا العظمى وأيرلندا) في مركز حراسة المرمى، ولد في 28 يناير 1861 في المملكة المتحدة، وتوفي في 4 أكتوبر 1913. لعب مع نادي مقاطعة ديربيشاير للكريكت ‏ ونادي مارليبون للكريكت ‏.